# Görisried
Görisried là một đô thị ở Ostallgäu bang Bayern thuộc nước Đức.